# Jawory (Dębnica Kaszubska)
Jawory (deutsch Gaffert) ist ein Dorf im Powiat Słupski (Stolper Kreis) der polnischen Woiwodschaft Pommern.

## Geographische Lage
Das Dorf liegt in Hinterpommern, an der Ostseite des Urstromtals der Schottow, etwa 32 Kilometer südöstlich der Stadt Słupsk (Stolp), 35 Kilometer südwestlich der Stadt Lębork (Lauenburg i. Pom.) und drei Kilometer nordwestlich des Dorfs Unichowo (Wundichow). 

## Geschichte
Das ehemalige Rittergut Gaffert war in älterer Zeit, belegt ab dem Jahr 1376, ein Lehen der Familie Pirch; überliefert ist der alte Ortsname Chawarthi.
Um 1784 gab es in Gaffert ein Vorwerk, eine Wassermühle, vier Bauern, vier Kossäten, einen Schulmeister, auf der Feldmark des Dorfs ein Vorwerk, die Gaffertsche Schäferei, zwei Holzwärterkaten, Zeglin und Sofad oder Rostocken genannt, und insgesamt 19 Haushaltungen. Das Gut wurde von der Pirch-Tochter Dorothea von Pirch geerbt, die um 1800 Ignaz Alexander von Mach ehelichte. Seither befand sich das Gut bis 1945 im Besitz der Familie Mach. 1880 ließ Edmund Alexander von Mach ein schlichtes, jedoch geräumiges Gutshaus erbauen. Letzter Besitzer des Guts vor 1945 war der ehemalige königlich-preußische Landrat Albrecht von Mach und Pächter dessen Sohn Joachim Albrecht von Mach († 1942 in Russland). Erbe wurde der jüngste Sohn, Siegfried von Mach.
Im Jahr 1925 standen in Gaffert 52 Wohngebäude, und es wurden 375 Einwohner gezählt, die auf 68 Haushaltungen verteilt waren. 1939 wurden 67 Haushaltungen und 312 Einwohner gezählt. Außer dem Gut mit einer Betriebsfläche von 825 Hektar gab es in Gaffert 23 landwirtschaftliche Betriebe.
Am 1. April 1927 hatte das Gut Gaffert eine Flächengröße von 820 Hektar, und am 16. Juni 1925 hatte der Gutsbezirk 225 Einwohner. Am 30. September 1928 wurde der Gutsbezirk Gaffert in die Landgemeinde Gaffert eingegliedert.
Die Gemeindefläche war 1045 Hektar groß. Die Gemeinde bestand aus insgesamt vier Wohnorten:
- Gaffert
- Grünheide
- Hedwigshof
- Malenz.

Vor Ende des Zweiten Weltkriegs  gehörte Gaffert zum Landkreis Stolp, Regierungsbezirk Köslin, der preußischen Provinz Pommern des Deutschen Reichs. Gaffert war dem Amtsbezirk Wundichow zugeordnet.
Gegen Kriegsende wurde Gaffert am 8. März 1945 von der Sowjetarmee eingenommen. Ein Treck mit Dorfbewohnern, der frühmorgens in Richtung Groß Nossin, Lauenburg und Gotenhafen gezogen war, wurde von sowjetischen Truppen überrollt und musste umkehren. Nach Beendigung der Kampfhandlungen wurde die Region zusammen mit ganz Hinterpommern seitens der sowjetischen Besatzungsmacht der Volksrepublik Polen zur Verwaltung überlassen. Gaffert wurde unter der polonisierten Ortsbezeichnung  ‚Jawory‘ verwaltet.  Die Dorfbewohner wurden in der Folgezeit von der polnischen Administration aus Gaffert vertrieben.
Später wurden in der Bundesrepublik Deutschland 153 und in der DDR 59 aus Gaffert vertriebene Dorfbewohner ermittelt.
Heute hat das Dorf etwa 150 Einwohner.

## Verkehr
Der Ort ist über eine Chaussee zu erreichen, die bei dem Dorf Budowo (Budow) in nördlicher Richtung von der Wojewodschaftsstraße 210 abzweigt.

## Persönlichkeiten: Söhne und Töchter des Ortes
- Marie Raschke (1850–1935), Juristin, engagierte sich in der Frauenbewegung
- Edmund von Mach (1870–1927), deutsch-amerikanischer Kunsthistoriker, Hochschullehrer, Autor und Übersetzer